# Dorota Furman
Dorota Furman – polska choreograf, reżyser i aktorka.

## Życiorys
Od 1985 występowała w Teatrze Komedia w Warszawie. Jako aktorka pojawiła się w filmach Śmieciarz (1987) i "Odbicia" (1989). W 1990 po raz pierwszy wystąpiła w Kabarecie Olgi Lipińskiej, z którym współpracowała do przełomu lat 1994/1995 (ostatni program: "Do siego po kres!"). W tym samym okresie odpowiadała za choreografię programu. Oprócz Olgi Lipińskiej współpracowała m.in. z Adamem Hanuszkiewiczem, Andrzejem Strzeleckim, Szymonem Szurmiejem, Januszem Zaorskim i Niną Terentiew. Obecnie nadal układa choreografię do spektakli teatralnych, programów telewizyjnych, filmów i widowisk. Współpracowała przy realizacji filmów "Maskarada" (1986), "Tylko mnie kochaj" (2006) i "Ryś" (2007).

## Filmografia
- 1987: Śmieciarz (odc. 4)
- 1989: Odbicia − członek zespołu tanecznego (odc. 3)